# اپوفایننس
اپوفایننس یک شرکت کارگزاری مالی است که متخصص در تجارت فارکس است. این شرکت در سال ۲۰۲۱ توسط LTD Group Opo تأسیس شد و دفتر مرکزی آن در سیشل است این شرکت علاوه بر تجارت فارکس طیف وسیعی از ابزارهای معاملاتی، از جمله جفت ارزهای اصلی و فرعی، شاخص‌ها و ارزهای دیجیتال را عرضه می‌کند.
این شرکت کارگزاری توسط سازمان خدمات مالی FSA در سیشل رگوله شده است.

## خدمات و ویژگی‌ها
- پلتفرم اپوسوشیال ترید به معامله گران اجازه می‌دهد تا معاملات انجام شده توسط معامله گران موفق و با تجربه را مشاهده و کپی کنند.[۳]
- برنامه IB اپوفایننس به اعضا اجازه می‌دهد تا پایگاه مشتری خود را ایجاد کنند و بر اساس فعالیت‌های معامالتی مشتریان ارجاع شده خود، پاداش دریافت کنند

## جوایز و تقدیرها
در سال ۲۰۲۲ اپوفایننس جایزه بهترین کارگزار FX در نمایشگاه فارکس دبی را دریافت کرده است.

### امکانات و ویژگیهای موجود در اپوفایننس
با ورود و ثبت نام در بروکر اپوفایننس، می‌توانید به امکانات متنوعی دست پیدا کنید. مثل: [۵]
- متاتریدر ۴ و ۵
- فیبودا
- معامله در فارکس
- سهام CFD
- ابزارهای spot Energies
- فلزات spot Metals
- انجمنهای آموزشی